# 레드미 노트 10
레드미 노트 10(Redmi Note 10)은 샤오미의 하위 브랜드인 레드미의 레드미 노트 시리즈의 일부로 안드로이드 기반 스마트폰 제품군이다. 이 시리즈는 2021년 3월에 인도 및 전 세계에서 소개되었고 2021년 5월에 중국에서 소개되었다. 2020년 출시된 레드미 노트 9 시리즈의 뒤를 잇는다. 일부 시장에서는 5G가 POCO M3 Pro 및 Redmi Note 10T로 판매되고 있다. 일본 시장에 출시된 레드미 노트 10 JE(Japan Edition)는 레드미 노트 10 5G와 사양이 유사하지만 프로세서, 배터리, IP68 방수 기능이 추가되었다.